# Rosovka
Die Rosovka, auch Klapský potok bzw. Klapská Modla (deutsch Kleiner Modelbach, Sollaner Bach bzw. Klapskybach) ist ein linker Nebenfluss der Ohře (deutsch: Eger) in Tschechien. Die Rosovka fließt im Okres Litoměřice durch das Böhmische Mittelgebirge.

## Geographie
Die Rosovka entsteht östlich des Dorfes Solany am südöstlichen Fuße des Kvítel (354 m) aus mehreren Quellbächen, die sich im Teich Podhrázský rybník vereinigen, wobei der westliche Quellbach zuvor in einer Bifurkation einen Teil seines Wassers zum Bach Žejdlík leitet.
Sie fließt dann in südöstliche Richtung durch Lkáň und Klapý, nördlich an Libochovice und südlich an Slatina pod Hazmburkem vorbei. Östlich von Radovesice mündet die Rosovka in die Ohře.
Der 418 Meter hohe Hazmburk (deutsch Hasenburg), einer der markantesten Berge des Böhmischen Mittelgebirges, der von der Ruine der gotischen Burg Hazmburk gekrönt wird, liegt nördlich. An seinem Hang lösten sich in den Jahren 1882, 1898, 1900 und 1939 mehrere Murgänge ins Rosovkatal.
Die Rosovka wird außer im Podhrázský rybník noch in zwei namenlosen Teichen gestaut.

## Zuflüsse
- Voračovka (l), unterhalb von Lkáň
- Podsedický potok (l), südöstlich von Slatina pod Hazmburkem